# Thomas Mermillod Blondin
Thomas Mermillod Blondin (Annecy, 3 gennaio 1984) è un ex sciatore alpino francese.

## Biografia

### Stagioni 2000-2012
Attivo in gare FIS dal dicembre del 1999, l'atleta di Les Villards-sur-Thônes ha esordito in Coppa Europa il 26 gennaio 2003 a Hermagor/Nassfeld in slalom gigante e in Coppa del Mondo il 6 gennaio 2007 ad Adelboden nella medesima specialità, in entrambi i casi senza completare la gara. Nel 2008 ha colto i primi punti nel massimo circuito internazionale, il 5 gennaio ad Adelboden in slalom gigante (11º), mentre nel 2009 ha conquistato la sua unica vittoria in Coppa Europa, nonché primo podio, il 21 gennaio a Courchevel in slalom speciale, e in febbraio ha debuttato ai Campionati mondiali: a Val-d'Isère 2009 si è piazzato 6º nella supercombinata vinta dal norvegese Aksel Lund Svindal.
Ai XXI Giochi olimpici invernali di Vancouver 2010, suo esordio olimpico, si è classificato 21º nello slalom speciale,  19º nella supercombinata e non ha concluso lo slalom gigante. Il 26 febbraio 2011 ha ottenuto il primo podio in Coppa del Mondo, piazzandosi 3º nella supercombinata di Bansko, e il 22 dicembre dello stesso ha colto a Madonna di Campiglio in slalom speciale il suo secondo e ultimo podio in Coppa Europa (2º).

### Stagioni 2013-2019
21º nel supergigante dei Mondiali di Schladming 2013, dove non ha completato la supercombinata, ai XXII Giochi olimpici invernali di Soči 2014 è stato 15º nel supergigante e non ha concluso la supercombinata. Ai Mondiali di Vail/Beaver Creek 2015 è stato 9º nella combinata; l'anno dopo, il 19 febbraio 2016, ha colto il suo ultimo podio in Coppa del Mondo, nella combinata di Chamonix (2º).
Ai XXIII Giochi olimpici invernali di Pyeongchang 2018, sua ultima presenza olimpica, si è classificato 6º nella combinata e ai Mondiali di Åre 2019, suo congedo iridato, è stato 32º nella combinata. Si è ritirato al termine di quella stessa stagione 2018-2019; la sua ultima gara in carriera è stata la combinata di Coppa del Mondo disputata a Bansko il 22 febbraio, che Mermillod Blondin non ha completato.

## Palmarès

### Coppa del Mondo
- Miglior piazzamento in classifica generale: 28º nel 2014
- 6 podi (1 in supergigante, 1 in combinata, 4 in supercombinata): 
  - 1 secondo posto (in supergigante)
  - 5 terzi posti (4 in supercombinata, 1 in combinata)

### Coppa Europa
- Miglior piazzamento in classifica generale: 26º nel 2007
- 2 podi (entrambi in slalom speciale):
  - 1 vittoria
  - 1 secondo posto

#### Coppa Europa - vittorie
| Data            | Località   | Paese   | Specialità |
| --------------- | ---------- | ------- | ---------- |
| 21 gennaio 2009 | Courchevel | Francia | SL         |

Legenda:

SL = slalom speciale

### Nor-Am Cup
- Miglior piazzamento in classifica generale: 49º nel 2011
- 1 podio:
  - 1 terzo posto

### South American Cup
- Miglior piazzamento in classifica generale: 9º nel 2014
- Vincitore della classifica di combinata nel 2014
- 1 podio:
  - 1 vittoria

#### South American Cup - vittorie
| Data            | Località | Paese | Specialità |
| --------------- | -------- | ----- | ---------- |
| 5 novembre 2013 | La Parva | Cile  | SC         |

Legenda:

SC = supercombinata

### Campionati francesi
- 12 medaglie[2]:
  - 2 ori (slalom speciale nel 2013; supergigante nel 2014)
  - 8 argenti (supercombinata nel 2008; slalom gigante nel 2009; slalom speciale nel 2011; supergigante, slalom gigante, slalom speciale nel 2012; supercombinata nel 2014; supergigante nel 2015)
  - 4 bronzi (slalom speciale nel 2007; slalom speciale nel 2010; supergigante nel 2013; supergigante nel 2018)